# Gary, le coach à 2 balles !

Gary, le coach à 2 balles ! ou Hors-jeu : Une histoire de tennis au Québec (Balls Out: Gary the Tennis Coach) est un film américain sorti directement en DVD en 2009 et réalisé par Danny Leiner avec au casting Seann William Scott et Randy Quaid. En France, le film est sorti le 2 mai 2013 en DVD.

## Synopsis
À la suite de la mort de l'entraîneur de tennis d'un collège, Gary Housman le nouveau concierge de l'école prend la relève pour entraîner une équipe pour le championnat de Nebraska.
Malgré ses méthodes peu orthodoxes, l'équipe finit par gagner le championnat, ce qui n'était pas arrivé depuis vingt ans.

## Distribution
- Seann William Scott (VQ : François Sasseville) : Gary Houseman
- Randy Quaid (VQ : Mario Desmarais) : Coach Lew Tuttle
- Brando Eaton (VQ : Philippe Martin) : Mike Jensen
- A. D. Miles (en) (VQ : Hugolin Chevrette) : Steve Pimble
- Leonor Varela (VQ : Anne Dorval) : Norma Sanchez
- Ryan Simpkins (VQ : Ludivine Reding) : Amy Daubert
- Allen Evangelista (VQ : Frédérik Zacharek) : Maricar Magwill
- Justin Chon (VQ : Gabriel Lessard) : Joe Chang
- Meredith Eaton (VQ : Catherine Proulx-Lemay) : madame Tuttle

Légende : version québécoise (VQ)